# The Unholy Night
The Unholy Night é um filme de mistério produzido nos Estados Unidos em 1929, dirigido por Lionel Barrymore e com atuações de Ernest Torrence e Boris Karloff.